# Kleanthés z Assu
Kleanthés z Assu (331 př. n. l.. Assos – 251 př. n. l., Atény) byl starořecký filozof, představitel stoické školy (konkrétně tzv. staré stoy), v jejímž čele vystřídal Zénóna z Kitia, který byl jeho učitelem. Původně byl pěstním zápasníkem v rodné Malé Asii (Assos se nachází na území dnešního Turecka). Do Atén přišel jako velmi chudý a musel se živit jako čerpač u studní. Z bídy ho vytáhl až Zenón. Právě jeho učení Kleanthés do konce života rozvíjel. Kleanthova verze stoicismu je pantheistická, věřil v boha, který prostupuje vším, je hybnou silou všeho, je duchem i rozumem a sídlí v Slunci. Navzdory tomu rozvíjel i materialistickou větev stoicismu. Jeho žákem byl Chrýsippos ze Soloi. Z jeho vlastního díla se zachovaly zlomky, nejvýznamnější z nich je Óda na Dia. Zemřel dobrovolnou smrtí hladem.